# André Nelis
André Nelis (Borgerhout, 29 de outubro de 1935 - 9 de Dezembro de 2012) foi um velejador belga.

## Carreira
André Nelis representou seu país nos Jogos Olímpicos de 1956, 1960 e 1964, no qual conquistou a medalha de prata e de bronze na classe  Finn. 